# 告白小説、その結末
『告白小説、その結末』 (こくはくしょうせつ、そのけつまつ、原題：D'après une histoire vraie、英題：Based on a True Story) は、ロマン・ポランスキー監督による、2017年のフランス・ベルギー・ポーランド合作のミステリ映画。原作はフランスの作家デルフィーヌ・ドゥ・ヴィガンの『デルフィーヌの友情』。
2017年5月に開催された第70回カンヌ国際映画祭のコンペティション外で上映された。

## ストーリー
デルフィーヌ（エマニュエル・セニエ）は、母親について綴ったデビュー小説がベストセラーとなり、作家としてのキャリアをスタートさせたが、「自分の家族を晒している」と非難した匿名の手紙を受け取るようになる。うつ病と作家業のスランプに苦しむデルフィーヌは、彼女のファンで魅力的な理解者のエル（エヴァ・グリーン）という女性と親しくなっていくが、次第に彼女に疑念を持つようになる。

## キャスト
- デルフィーヌ: エマニュエル・セニエ
- エル: エヴァ・グリーン
- フランソワ: ヴァンサン・ペレーズ
- レイモン: ドミニク・ピノン
- オリアーヌ: カミール・シャムー（フランス語版）

## 評価
映画批評集積サイトのRotten Tomatoesには15件のレビューがあり、批評家支持率は47%、平均点は10点満点で4.7点となっている。Metacriticでは8件の批評に基づき加重平均値は43/100となっている。